# Хмелювка (Підляське воєводство)
Хмелювка (пол. Chmielówka) — село в Польщі, у гміні Суховоля Сокульського повіту Підляського воєводства.
Населення — 76 осіб (2011).
У 1975-1998 роках село належало до Білостоцького воєводства.

## Демографія
Демографічна структура станом на 31 березня 2011 року:
|          | Загалом | Допрацездатний вік | Працездатний вік | Постпрацездатний вік |
| -------- | ------- | ------------------ | ---------------- | -------------------- |
| Чоловіки | 42      | 9                  | 25               | 8                    |
| Жінки    | 34      | 6                  | 21               | 7                    |
| Разом    | 76      | 15                 | 46               | 15                   |